# Cheine
Cheine gehört zur Ortschaft Seebenau und ist ein Ortsteil der Hansestadt Salzwedel im Altmarkkreis Salzwedel in Sachsen-Anhalt.

## Geographie
Das altmärkische Dorf Cheine, ein Rundplatzdorf mit Kirche auf dem Platz, liegt etwa 9 Kilometer nordwestlich von Salzwedel und etwa 8 Kilometer östlich von Bergen an der Dumme. Nördlich von Cheine liegt das Cheiner Torfmoor, ein etwa 400 Hektar großes Quellmoor am südlichen Rand der Dumme-Grenzgraben-Niederung. Während der Zeit der Orchideenblüte im Mai ermöglicht ein transportabler Bohlensteg die Begehung einiger Teilbereiche.

## Geschichte

### Mittelalter bis Neuzeit
Als erste Erwähnung von Cheine gilt die Nennung im Landbuch der Mark Brandenburg von 1375. Das Dorf wird als Cheine aufgeführt, welches 10 Höfe hatte und dem Kloster Dambeck gehörte. Weitere Nennungen sind 1420 Cheyne, 1435 Chynne sowie In vnseren Holcze, der Cheynen genand, 1687 Cheine und 1804 Cheine.
Bei der Bodenreform wurden 1945 ermittelt: 50 Besitzungen unter 100 Hektar haben zusammen 903 Hektar, eine Aktiengesellschaft hat 16,4 Hektar Landbesitz. 1946 wurden 161 Hektar enteignet. Davon wurden 72,3 Hektar auf 23 Siedler aufgeteilt. Im Jahre 1948 gab es 24 Erwerber aus der Bodenreform, davon waren sechs Neusiedler. Im Jahre 1952 entstand die erste Landwirtschaftliche Produktionsgenossenschaft vom Typ III, die LPG „Thomas Müntzer“.

### Vorgeschichte
Samuel Christoph Wagener berichtete im Jahre 1842: „Die sandige Gegend zwischen Seeben und Cheine ist voller Grabhügel. Einer von den größern, der Molochsberg, gehörte ohnstreitig einem hier einst hausenden suevischen Volksstamme an. Er war früher von Feldsteinen umkreist. Ganz oben befand sich ein sehr großer Granit auf Unterlagsteinen. Die Bauern benutzten einige hundert Fuder dieser Steine, indem sie den ganzen Hügel umgruben und eine Menge Urnen zerstörten, um deren Kupfer in den Schmelztiegel wandern zu lassen.“
Im Museum für Vor- und Frühgeschichte in Berlin sind Funde eines Brandgräberfeldes aus einem Kiesgrubengelände vom Molochsberg südöstlich des Dorfes zu finden.
Zum Großsteingrab Cheine sind keine Details überliefert.
Im Cheiner Torfmoor wurde im 19. Jahrhundert ein Feuersteindolch aus der frühen Bronzezeit gefunden.

### Wüstung Cheine östlich von Gardelegen
Der Historiker Peter P. Rohrlach weist darauf hin, dass sich die von Wilhelm Zahn und anderen Autoren genannte erste Erwähnung des Dorfes im Jahre 1270 auf die wüste Feldmark Cheine südlich von Jävenitz in der Klosterheide auf dem Backofenberg bezieht.

### Eingemeindungen
Ursprünglich gehörte das Dorf zum Salzwedelischen Kreis der Mark Brandenburg in der Altmark. Zwischen 1807 und 1813 lag es im Landkanton Salzwedel auf dem Territorium des napoleonischen Königreichs Westphalen. Ab 1816 gehörte die Gemeinde zum Kreis Salzwedel, dem späteren Landkreis Salzwedel.
Am 25. Juli 1952 kam Cheine aus dem Landkreis Salzwedel zum Kreis Salzwedel. Am 1. März 1973 wurde die Gemeinde Cheine aus dem gleichen Kreis in die Gemeinde Seebenau eingemeindet. Mit der Eingemeindung von Seebenau nach Salzwedel am 1. Januar 2010 kam der Ortsteil Cheine zur Stadt Salzwedel und gleichzeitig zur neu entstandenen Ortschaft Seebenau.

### Einwohnerentwicklung
| Jahr | Einwohner |
| ---- | --------- |
| 1734 | 120       |
| 1779 | 149       |
| 1789 | 168       |
| 1798 | 132       |
| 1801 | 131       |
| 1818 | 152       |
| 1840 | 247       |
| 1864 | 352       |
| 1871 | 361       |
| 1885 | 361       |

| Jahr | Einwohner |
| ---- | --------- |
| 1892 | [00]358   |
| 1895 | 375       |
| 1900 | [00]373   |
| 1905 | 333       |
| 1910 | [00]373   |
| 1925 | 382       |
| 1939 | 373       |
| 1946 | 481       |
| 1964 | 327       |
| 1971 | 306       |

| Jahr | Einwohner |
| ---- | --------- |
| 2010 | [00]300   |
| 2014 | [00]284   |
| 2015 | [00]283   |
| 2020 | [00]281   |
| 2021 | [00]270   |
| 2022 | [00]280   |
| 2023 | [0]274    |

Quelle, wenn nicht angegeben, bis 1971:

## Religion
Die evangelische Kirchengemeinde Cheine war eingekircht in die mater combinata Rockenthin, die zur Pfarrei Bombeck gehörte. Die Evangelischen aus Cheine gehören heute zum Pfarrbereich Osterwohle-Dähre im Kirchenkreis Salzwedel im Bischofssprengel Magdeburg der Evangelischen Kirche in Mitteldeutschland.

## Kultur und Sehenswürdigkeiten
- Die evangelische Dorfkirche Cheine ist ein spätmittelalterlicher Feldsteinbau mit quadratischem Westturm.[20] Eine dendrochronologische Untersuchung des Eichen-Dachwerkes des Kirchenschiffes lieferte das Fälljahr 1522.[21] Ursprünglich war die Kirche ein kleiner Rechtecksaal, von dem Nordmauer und Westteil erhalten sind. Uber dem Westteil wurde ein quadratischer Turm mit Kanten und Laibungen aus Backstein nach dendrochronologischer Datierung ebenfalls 1522 erbaut. Etwa gleichzeitig wurden eine weiter südlich verlaufende neue Südmauer sowie der halbkreisförmige Ostschluss angebaut. Das Portal und die Rundbogenfenster sind neuzeitlich. Die ursprünglichen Fenster des Ostschlusses, die vermauerte Priesterpforte sowie eine kleine Nische außen im Chorschluss sind stichbogig, weitere Zugänge befanden sich ehemals an der Mitte der Nordseite sowie südlich des Turms. Dessen hohes Zeltdach ist an West- und Ostseite polygonal gebrochen sowie über die Mauerflucht vorgeschoben und wird von profilierten Knaggen des 16./17. Jahrhunderts gestützt. Das Innere ist flachgedeckt.
- Der Ortsfriedhof mit einer Trauerhalle befindet sich am westlichen Ortsausgang.
- Auf einer Anhöhe südöstlich des Ortes befindet sich ein Rest der ehemaligen Turmwindmühle aus dem 19. Jahrhundert, in der bis 1956 Korn gemahlen wurde. Mitte der 1990er Jahre zerstörte ein Brand die Turmhaube. Nach der Mühle wurde auch eine Gaststätte benannt.

## Sage
Alfred Pohlmann überlieferte im Jahre 1901 die Sage über den „Steinwurf des Riesen Jan Kahl gegen die Burg Salzwedel“. Er erzählte: Im Westen vom Dorf Cheine liegt ein sehr großer Granitblock, der von einem Riesen Jan Kahl herrührt. Als die Salzwedeler eine schöne Burg gebaut hatten, war der Riese darüber entzürnt und wollte die Burg zerstören. Seine Versuche blieben erfolglos. Die Insassen der Burg trieben ihn nach Westen bis Seeben zurück. Aus Ärger darüber warf der Riese einen großen Stein hoch durch die Luft gen Salzwedel. Allerdings hatte er seine Kraft überschätzt und der Stein kam bereits in Cheine zu Boden.